# 井戸尻遺跡

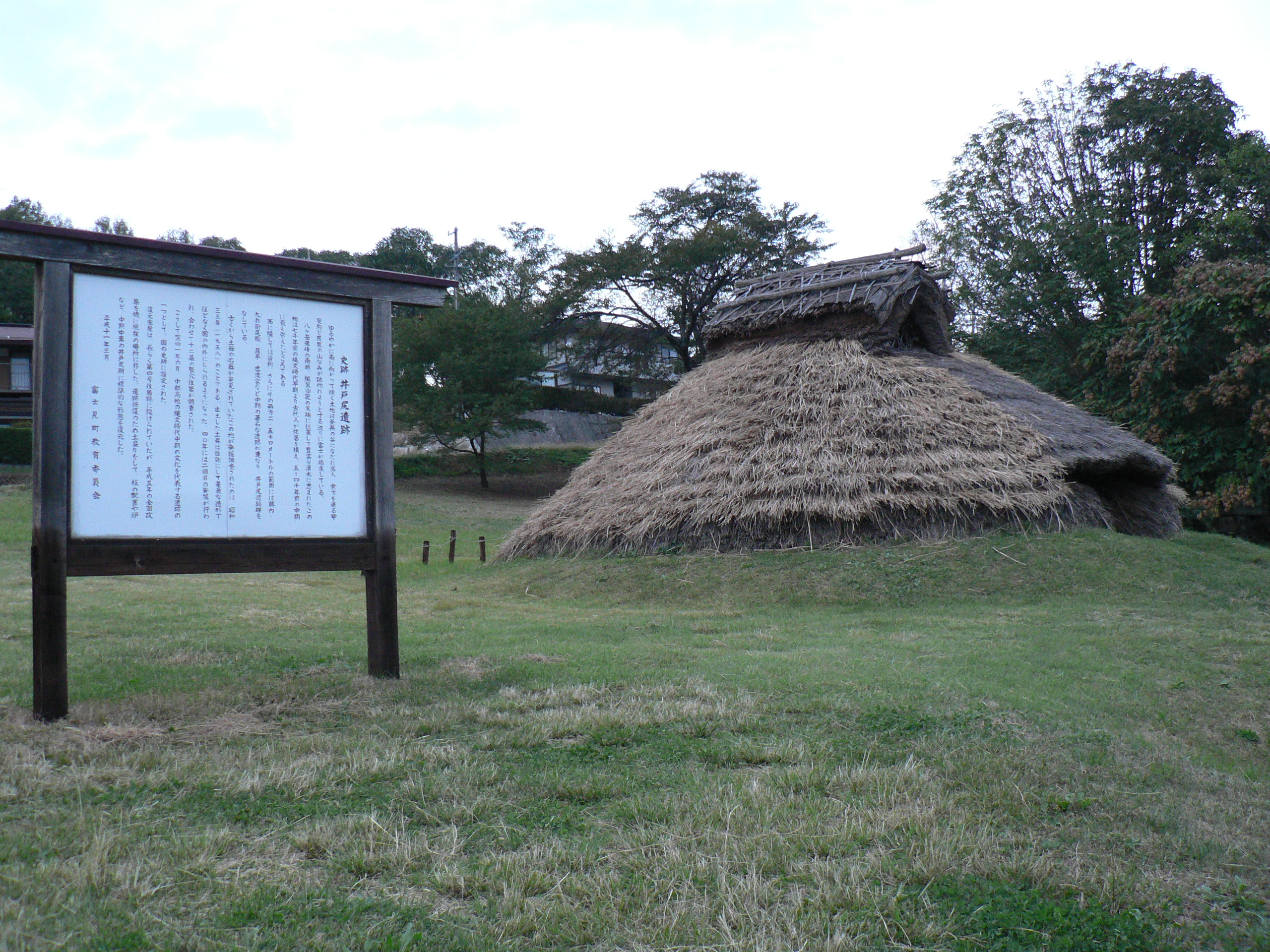
井戸尻遺跡の現状。2012年10月撮影。

井戸尻遺跡（いどじりいせき）は、長野県諏訪郡富士見町にある遺跡。縄文時代中期を中心とする集落遺跡。国の史跡に指定され、曽利遺跡を追加指定して「井戸尻遺跡群」への指定名称変更が答申されている（官報告示を経て正式指定となる）。
座標: 北緯35度52分40.0秒 東経138度16分44.92秒 / 北緯35.877778度 東経138.2791444度

## 立地と歴史的景観
長野県のほぼ中央に位置する八ヶ岳山麓地域は湧水が沸くため縄文時代の遺跡が多く、井戸尻遺跡は八ヶ岳南麓、海抜800m～1000mの尾根や台地上に立地する。釜無川に向かって緩やかに落ち込む傾斜地となっているため湧水が豊富であり、この水に恵まれた環境が集落形成の要因になっていると考えられている。
八ヶ岳南麓の縄文遺跡は、早期や前期にかけては少ないが、縄文中期中葉を中心とし、立場川から東へ二つ目の母沢から東の鹿ノ沢周辺に、井戸尻・曽利・藤内（とうない）・九兵衛尾根・居平（いだいら）・唐渡宮（とうどのみや）・向原（むこうっぱら）などの遺跡が集中し、「井戸尻遺跡群」を形成している。

## 出土遺物

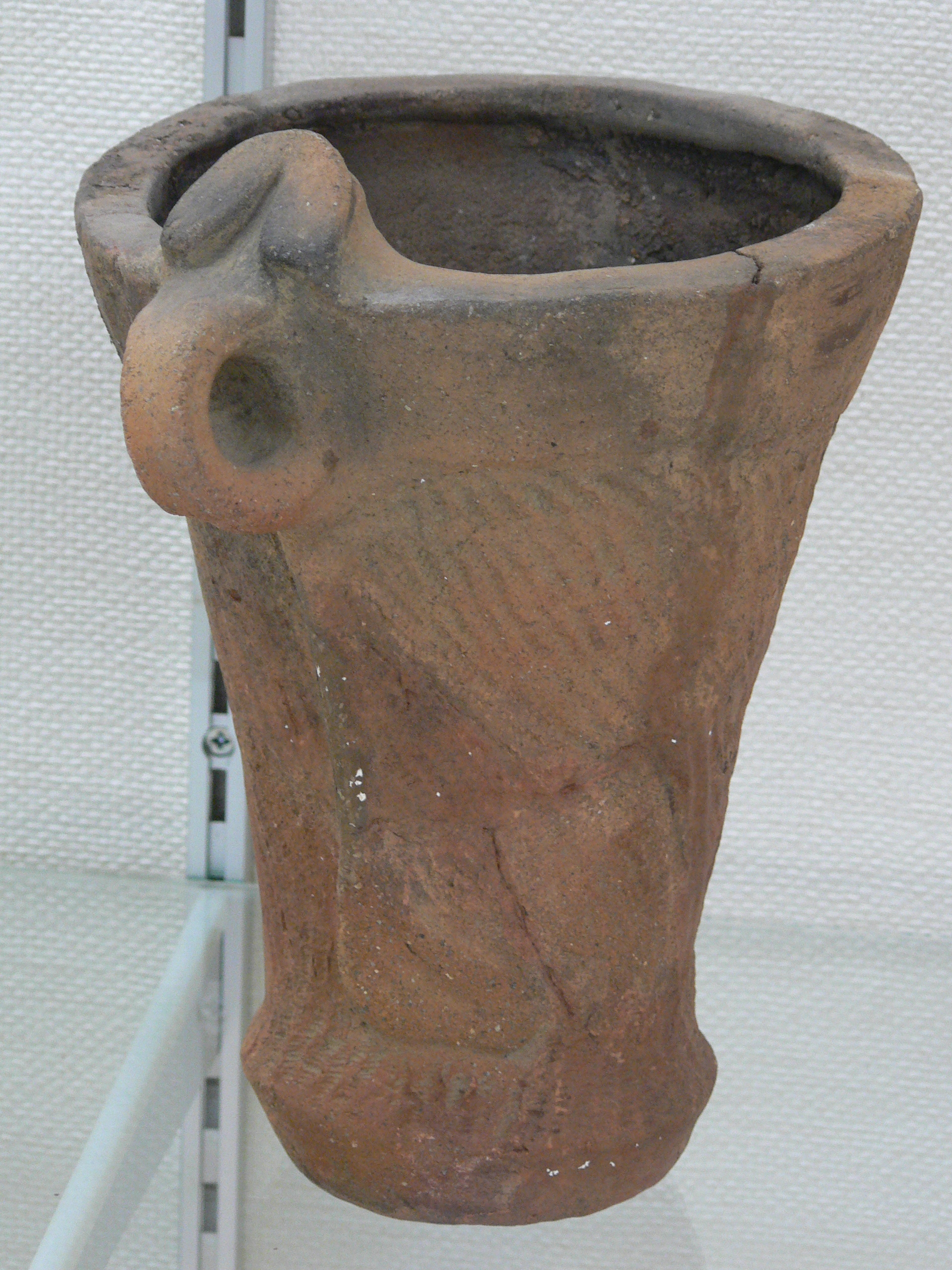
井戸尻遺跡から出土した土器

中期中葉の最盛期の土器は、土器形式で藤内式や井戸尻式と呼ばれる。巨大な深鉢は豪快で抽象的な土器文様が描かれ、なかには動物や人の頭をかたどったとみられる文様もある。住居跡から12個の完形の土器が出土している。器種は11個までが鉢形で、そのうちの9個が深鉢である。これらは煮沸用で、特殊な大深鉢は貯蔵用であると考えられている。
藤内遺跡から出土した半人半蛙文有孔鍔付土器を含む土器、土製品、石器は「長野県藤内遺跡出土品」の名称で国の重要文化財に指定されている。
石器も数多く出土し、凹石や打製石斧、石皿が大部分で、3号住居跡からは打製石斧が43個、凹石が10個検出されている。打製石斧は雑木林の伐採や根茎、球根などの土掘り道具で、石皿・凹石はドングリなど加工が必要な堅果の調理用であったと考えられている。

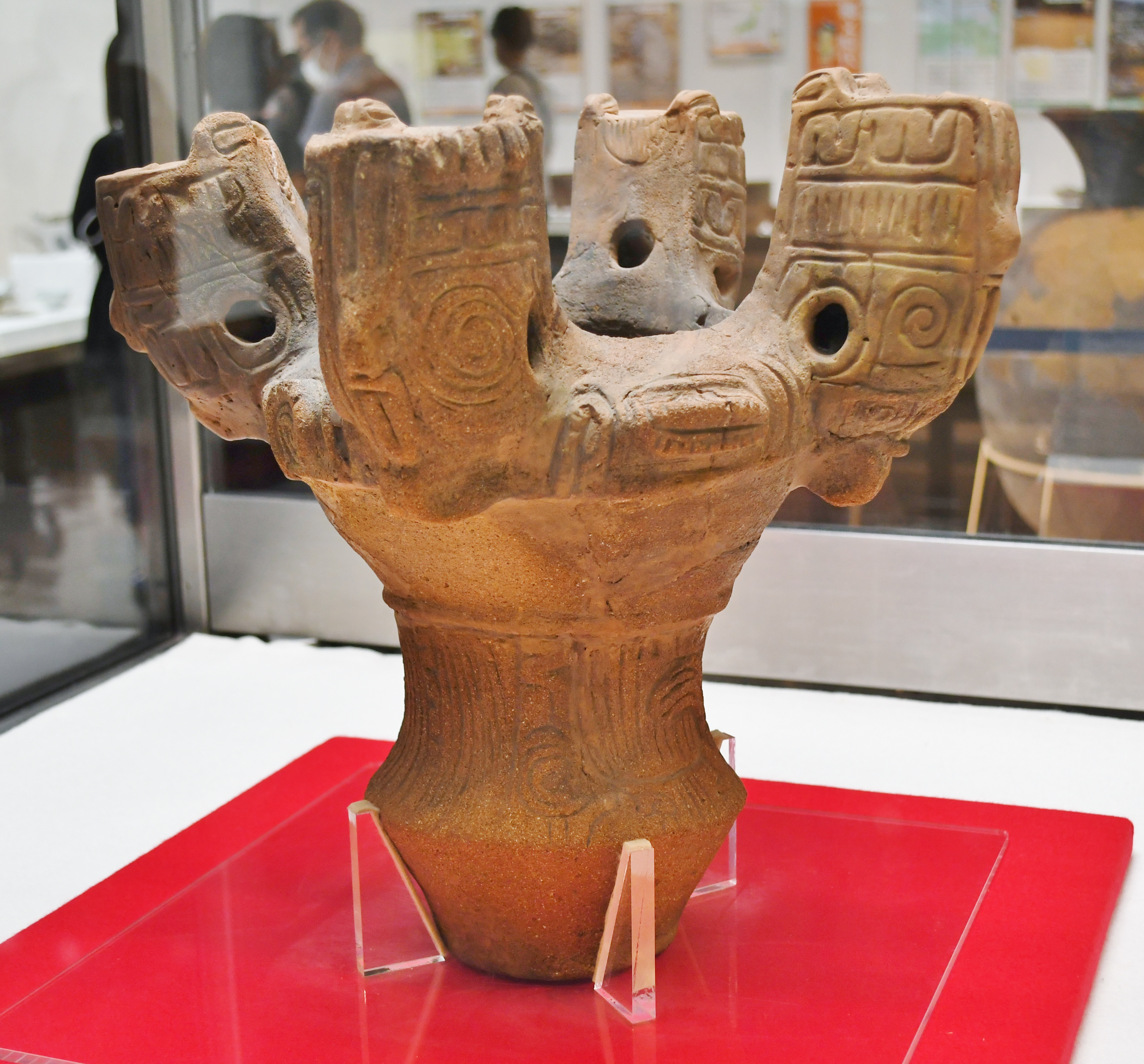
四方神面文深鉢 埼玉県立歴史と民俗の博物館特別展時に撮影。

## 国の史跡・県宝の指定と縄文農耕論
戦後、境村は林野の開拓が行われ、農作業中に多くの土器や、石器が見つかり、1953年（昭和28年）茅野市出身の考古学者宮坂英弌（茅野市尖石縄文考古館 初代館長）の指導で藤内遺跡の発掘が行われた。
1958年（昭和33年）井戸尻遺跡の発掘調査が行われ、諏訪市出身の考古学者藤森栄一や、宮坂英弌の指導のもと、地元の住民でつくる「境史学会」や、高校生が作業を行った。発掘者の中には初代井戸尻考古館館長になる地元富士見町出身の武藤雄六がいた。（現在の館長は小松隆史である。）
その後「井戸尻遺跡保存会」が発足され保存に尽力し、
1966年（昭和41年）に国の史跡に指定され、周辺は「井戸尻史跡公園」として整備された。
また1975年（昭和50年）、曽利遺跡の第4号住居址から出土した7点の一括土器が、縄文時代の遺物として、県宝に指定されている。
中でも「水煙渦巻文深鉢」は1963年（昭和38年）にパリのプティ・パレで開催された「日本古美術展」に出陳されており、1972年（昭和47年）には、郵便はがきの料額印面の意匠に採用された。
藤森栄一は、井戸尻遺跡はじめ中央高地の縄文遺跡研究から「縄文農耕」論を唱え、狩猟採集が主体とされていた縄文時代の文化構成に異議を唱えたことで知られる。藤森はドングリやクリなどの植物質食材を主とする社会は、原始的な焼畑式農耕に移行していくと考えた。しかし、農耕の存在をはっきりと証明する栽培植物が検出されなかった。近年は古環境の復元や栽培農耕の起源に関する研究が進捗し、縄文農耕論も再び注目を集めている。

## 井戸尻考古館・富士見町歴史民俗資料館
現在は公園内に井戸尻考古館があり、出土品を展示している。
- 開館時間：午前９時～午後５時
  - 休 館 日：月曜日・祝日の翌日・年末年始（祝日は開館する。祝日が月曜日の場合は開館、その翌日が休館となる。）
- アクセス
  - 小淵沢ICから車で15分
  - JR中央本線信濃境駅から⇒下車徒歩15分

特殊メガネをかけると3Dになる解説画面による縄文土器や、縄文人の暮らしが視聴出来る。
野外には縄文住居が復元され、目前に甲斐駒ヶ岳、鳳凰三山、富士山を望め、大賀蓮等の季節の花々や、水車小屋が観られる。

### 富士見町歴史民俗資料館
隣には富士見町歴史民俗資料館があり、考古館と共通入場券である。
町内から集められた明治・大正期の農具、生活用品、養蚕・製糸具が展示され、当時の民家を移築再現されている。
また、古代製鉄の復元実験資料のコーナーもある。
藤森栄一の著書の愛読者であった、アニメーション界の巨匠宮崎駿の描いた、古代の八ヶ岳山麓や、縄文人の暮らしを描いた原画が4点展示されている。。

## 主な出土品
- 水煙渦巻文深鉢 （長野県宝）
- 神人交会文深鉢
- 蛇文装飾深鉢
- 四方眉月文深鉢

## 関連書籍
- 藤森栄一著『井戸尻遺跡』中央公論美術出版 1965年国会図書館
- 藤森栄一著『縄文の世界 古代の人と山河』講談社 1969年（武藤雄六との出会いについての記述もある。）国会図書館
- 宮崎駿著 著、スタジオジブリ 編『出発点 1979〜1996』徳間書店、1996年。ISBN 4198605416。